# Jaap J. Vermeulen
Jaap J. Vermeulen (nascido em 1955) é um botânico neerlandês, especializado no gênero Bulbophyllum

## Livros
- Bulbophyllum of Sulawesi[1]
- Orchids of Borneo Volume 2 Bulbophyllum[2]
- BULBOPHYLLUM OF BORNEO[3]